# Alderson (Virginie-Occidentale)
Pour les articles homonymes, voir Alderson.
Alderson est une ville américaine située dans les comtés de Greenbrier et de Monroe en Virginie-Occidentale.
En 2010, sa population était de 1 184 habitants.
La ville doit son nom au pasteur John Alderson, fondateur de la première église baptiste de la vallée de Greenbrier à la fin des années 1770.